# 비뇨기계 질환
비뇨기계 질환에는 요로감염증, 신장결석, 요실금 문제, 전립샘 문제 등이 포함된다. 일부 비뇨기과적 상태는 오랫동안 사람에게 영향을 미치지 않으며 일부는 평생 상태이다. 신장 질환은 일반적으로 신장 전문의가 조사하고 치료하는 반면 비뇨의학과 전문 분야는 다른 기관의 문제를 다룬다. 여성의학과는 여성의 요실금 문제를 다룰 수 있다.
다른 신체 계통의 질병도 비뇨 생식기 기능에 직접적인 영향을 미친다. 예를 들어, 당뇨병의 신장에서 방출되는 단백질은 신장을 고혈압의 해로운 영향에 민감하게 만드는 것으로 나타났다. 당뇨병은 또한 제대로 조절되지 않는 당뇨병 환자에서 발생하는 말초 신경병증으로 인해 배뇨에 직접적인 영향을 미칠 수 있다.

## 신장 질환
신병증으로도 알려진 신장 질환은 콩팥의 손상 또는 질병이다. 신장염은 염증성 신장 질환으로 염증 부위에 따라 여러 종류가 있다. 염증은 혈액 검사로 진단할 수 있다.
만성 콩팥병은 시간이 지남에 따라 점진적으로 신장 기능을 상실한다. 급성 콩팥 손상은 불리며 7일 동안 신장 기능이 갑자기 감소하는 것이 특징이다. 미국인 8명 중 1명(2007년 기준)은 만성 신장 질환을 앓고 있다. 원발성 신장 세포 암종과 전이성 암이 신장에 영향을 미칠 수 있다.

## 비신장성 요로 질환
요로의 구조적 및 외상성 변화는 출혈, 기능 막힘 또는 염증을 유발할 수 있다. 박테리아, 원생동물 또는 곰팡이에 의해 감염을 일으킬 수 있다. 제어되지 않은 세포 성장은 신생물을 유발할 수 있다.